# Список знаменосцев Сербии и Черногории на Олимпийских играх
Это список знаменосцев, которые представляли Сербию и Черногорию на Олимпийских играх.
Знаменосцы несут национальный флаг своей страны на церемонии открытия Олимпийских игр.
| # | Год, Место          | Сезон | Имя Фамилия     | Вид спорта        |
| - | ------------------- | ----- | --------------- | ----------------- |
| 1 | 1996 Атланта        | Лето  | Игорь Миланович | Водное поло       |
| 2 | 1998 Нагано         | Зима  | Марко Дорджевич | Горнолыжный спорт |
| 3 | 2000 Сидней         | Лето  | Владимир Грбич  | Волейбол          |
| 4 | 2002 Солт-Лейк-Сити | Зима  | Елена Лолович   | Горнолыжный спорт |
| 5 | 2004 Афины          | Лето  | Деян Бодирога   | Баскетбол         |
| 6 | 2006 Турин          | Зима  | Елена Лолович   | Горнолыжный спорт |